# 澤村武伺
澤村 武伺（さわむら たけし、1959年 - ）は、日本のプロデューサー。新字体で沢村 武伺とも表記される。
株式会社ガイナックス代表取締役社長（第2代）などを歴任した。

## 来歴
1959年、兵庫県にて生まれた。岡田斗司夫や武田康廣らとともに、日本SF大会や「DAICON FILM」などに携わる。『帰ってきたウルトラマン マットアロー1号発進命令』では、岡田が脚本を担当し、武田と澤村がプロデューサーを務めた。また、同作ではイブキ隊員役として出演も果たしている。
追手門学院大学を卒業し、日本テレワークに入社した。その後、ゼネラルプロダクツに移る。前任の岡田斗司夫に指名され、ガイナックスの第2代社長に就任する。
1999年11月、東京国税局は1996年7月期と1997年7月期の15億6000万円の所得隠しと5億8000万円を脱税したとしてガイナックスと澤村を告発し、後に逮捕され、社長を退任、2000年3月27日に東京地方裁判所は懲役1年8月（求刑懲役3年）の実刑判決を言い渡した。

## 派生作品
島本和彦の自伝的漫画『アオイホノオ』では、澤村をモデルとする人物と武田康廣が日本SF大会の運営に携わる様子が描かれており、両名が庵野秀明や山賀博之にアニメ製作を依頼するシーンも描写されている。なお、作中では新字体で「沢村」と表記されている。

## 作品
- 帰ってきたウルトラマン マットアロー1号発進命令（1983年） - プロデューサー
- 八岐之大蛇の逆襲（1985年） - 製作

## 出演
- 帰ってきたウルトラマン マットアロー1号発進命令（1983年） - イブキ隊員